# Schizomida
Schizomida zijn een orde van geleedpotige dieren die tot de klasse spinachtigen (Arachnida) behoren. Van de orde zijn wereldwijd 264 recente en 4 fossiele soorten bekend.

## Taxonomie
- Onderorde Schizomina Petrunkevitch, 1945
  - Superfamilie Hubbardioidea Cook, 1899
    - Familie Calcitronidae Petrunkevitch, 1945  † (1 geslacht, 2 soorten)
    - Familie Hubbardiidae Cook, 1899 (44/†2 geslachten, 249/†2 soorten)
    - Familie Protoschizomidae Rowland, 1975 (2 geslachten, 11 soorten)